# Михайловское (Рузский городской округ)

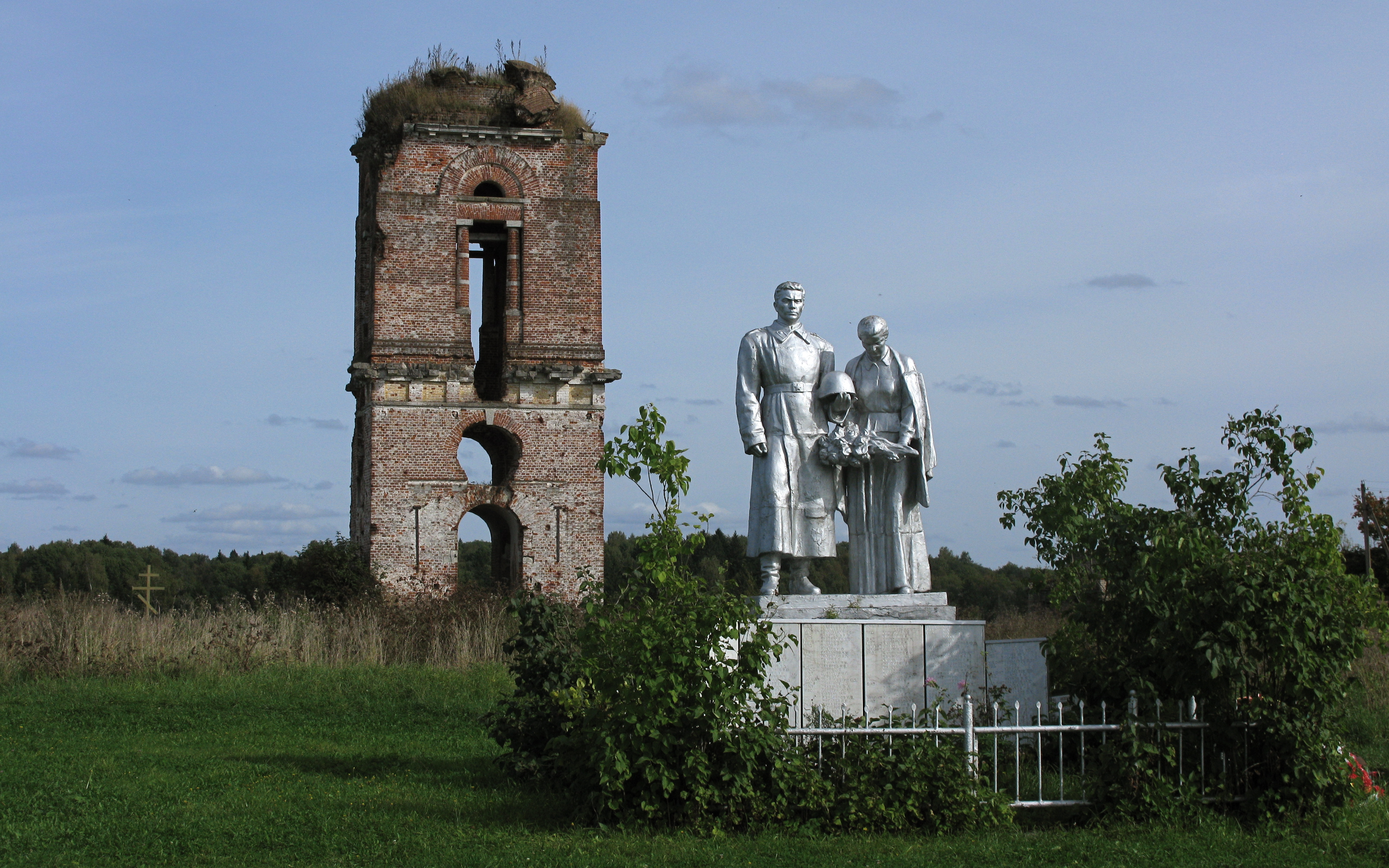
Колокольня церкви Михаила Архангела и воинский мемориал в Михайловском

Михайловское — деревня сельского поселения Волковское Рузского района Московской области. Численность постоянно проживающего населения — 27 человек на 2006 год. До 2006 года Михайловское входило в состав Волковского сельского округа.
Деревня расположена на северо-востоке района, примерно в 14 километрах северо-восточнее Рузы, на правом берегу реки Озерна. Ближайшие населённые пункты на другом берегу реки — деревни Ильинское в 0,6 км на северо-восток— и Углынь в 700 м на юго-восток, высота центра над уровнем моря 202 м.
В деревне находится церковь Михаила Архангела 1837 года постройки, от которой сохранилась только колокольня, находящаяся в аварийном состоянии.